# Brighton (Iowa)
Brighton ist eine Kleinstadt im Washington County im US-amerikanischen Bundesstaat Iowa. Im Jahre 2010 hatte Brighton 652 Einwohner, deren Zahl sich bis 2013 auf 660 leicht erhöhte. Das U.S. Census Bureau hat bei der Volkszählung 2020 eine Einwohnerzahl von 600 ermittelt.
Brighton ist Bestandteil der Metropolregion um Iowas frühere Hauptstadt Iowa City.

## Geografie
Brighton liegt im Südosten Iowas unweit des linken Ufers des Skunk River, der von rechts in den Mississippi mündet. Dieser bildet rund 70 km östlich die Grenze Iowas zu Illinois. Die Grenze zu Missouri verläuft in südlicher Richtung gleichfalls in rund 70 km Entfernung von Brighton.
Die geografischen Daten von Brighton sind 41°10'29" nördlicher Breite und 91°49'11" westlicher Länge. Die Stadt erstreckt sich über eine Fläche von 1,84 km² und ist die größte Ortschaft innerhalb der Brighton Township.
Nachbarorte von Brighton sind Washington (19,3 km nordöstlich), Coppock (10,2 km östlich), Lockridge (24,4 km südsüdöstlich), Fairfield (26,3 km südwestlich) und Richland (15,5 km westlich).
Das Zentrum von Iowa City liegt 68,5 km nordnordöstlich von Brighton. Die weiteren nächstgelegenen größeren Städte sind Cedar Rapids (107 km nördlich), die Quad Cities in Iowa und Illinois (133 km ostnordöstlich), Chicago in Illinois (416 km in der gleichen Richtung), Peoria in Illinois (246 km ostsüdöstlich), Illinois’ Hauptstadt Springfield (302 km südöstlich), St. Louis in Missouri (385 km südsüdöstlich), Kansas City in Missouri (418 km südwestlich), Nebraskas größte Stadt Omaha (375 km westlich), Iowas Hauptstadt Des Moines (174 km westnordwestlich), Rochester in Minnesota (371 km nordnordwestlich) und die Twin Cities (Minneapolis und Saint Paul) in Minnesota (505 km in der gleichen Richtung).

## Verkehr
Im Zentrum von Brighton treffen die Iowa State Highways 1 und 78 zusammen. Alle weiteren Straßen sind untergeordnete Landstraßen, teils unbefestigte Fahrwege sowie innerörtliche Verbindungsstraßen.
Mit dem Washington Municipal Airport befindet sich 23 km nordöstlich ein kleiner Flugplatz. Die nächsten Verkehrsflughäfen sind der Eastern Iowa Airport von Cedar Rapids (97 km nordnordöstlich), der Quad City International Airport bei Moline in Illinois (142 km östlich), der Southeast Iowa Regional Airport von Burlington (94 km südöstlich) und der Des Moines International Airport (176 km westnordwestlich).

## Bevölkerung
Nach der Volkszählung im Jahr 2010 lebten in Brighton 652 Menschen in 269 Haushalten. Die Bevölkerungsdichte betrug 354,3 Einwohner pro Quadratkilometer. In den 269 Haushalten lebten statistisch je 2,42 Personen.
Ethnisch betrachtet setzte sich die Bevölkerung zusammen aus 98,8 Prozent Weißen, 0,3 Prozent Afroamerikanern, 0,2 Prozent amerikanischen Ureinwohnern, 0,2 Prozent Asiaten sowie 0,2 Prozent Polynesiern; 0,5 Prozent stammten von zwei oder mehr Ethnien ab. Unabhängig von der ethnischen Zugehörigkeit waren 2,8 Prozent der Bevölkerung spanischer oder lateinamerikanischer Abstammung.
23,6 Prozent der Bevölkerung waren unter 18 Jahre alt, 59,5 Prozent waren zwischen 18 und 64 und 16,9 Prozent waren 65 Jahre oder älter. 49,1 Prozent der Bevölkerung waren weiblich.
Das mittlere jährliche Einkommen eines Haushalts lag bei 32.857 USD. Das Pro-Kopf-Einkommen betrug 17.514 USD. 16,9 Prozent der Einwohner lebten unterhalb der Armutsgrenze.

## Bekannte Bewohner
- Kate Tupper Galpin (1855–1905) – Pädagogin und Hochschullehrerin
- Francis W. Cushman (1867–1909) – republikanischer Abgeordneter des US-Repräsentantenhauses (1899–1909) – geboren und aufgewachsen in Brighton
- William Ward Johnson (1892–1963) – republikanischer Abgeordneter des US-Repräsentantenhauses (1941–1945) – geboren und teilweise aufgewachsen in Brighton